# AMAG-Gruppe
Die AMAG Group AG ist eine hauptsächlich im Automobilhandel tätige Schweizer Unternehmensgruppe. Der Hauptsitz der 2017 gegründeten Aktiengesellschaft ist seit September 2019 in Cham ZG. Die Gruppe beschäftigt rund 7600 Mitarbeitende (davon sind rund 800 Lernende) und erwirtschaftete 2024 einen Umsatz von 4,9 Milliarden Schweizer Franken. Sie ist im Besitz der Privatholdinggesellschaft BigPoint Holding AG von Martin Haefner und gehört zu den 500 grössten Familienunternehmen der Welt.

## Überblick

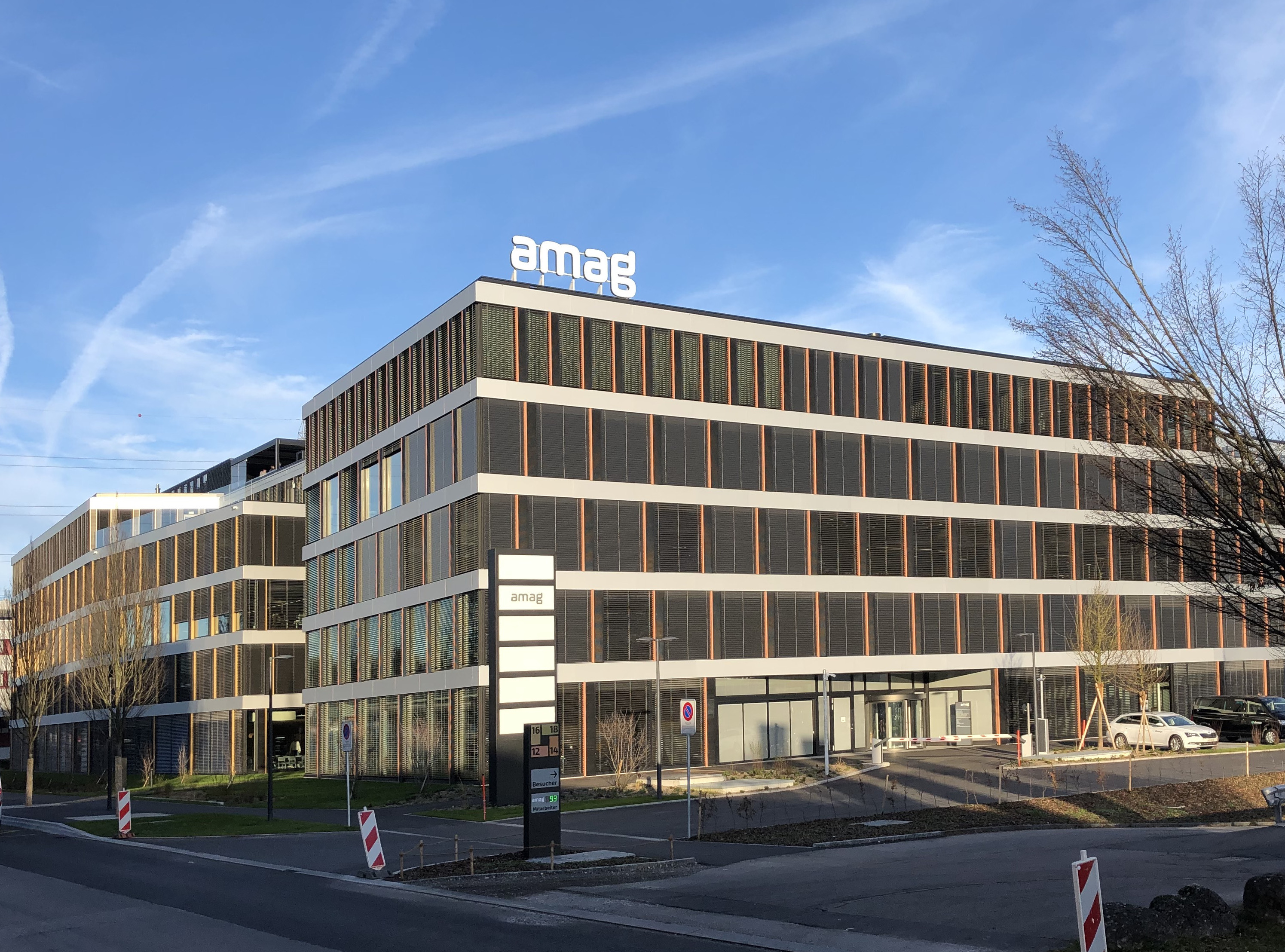
AMAG-Hauptsitz in Cham

Die Geschichte der AMAG Gruppe geht zurück auf die im Jahr 1928 von Jacques Tschudi gegründete AMAG Automobil- und Motoren AG mit Sitz in Zürich. Diese begann im selben Jahr mit dem Import von Automobilen der Marken Chrysler und DeSoto. Das durch den Zweiten Weltkrieg angeschlagene Unternehmen musste 1944 Konkurs anmelden und wurde infolge von Walter Haefner übernommen, welcher am 3. Januar 1945 die Neue AMAG Automobil- und Motoren AG gründete. AMAG unterzeichnete am 29. April 1948 einen Importvertrag mit Volkswagen und 1951 einen solchen mit Porsche, die bis heute die Basis für das von der AMAG betriebene Automobil-Importgeschäft bilden. Die amerikanischen Marken wurden zwischen 1949 und 1972 am Standort des neu bezogenen Firmensitzes in Schinznach-Bad montiert. 1967 folgte der Importvertrag für Audi, 1984 der für SEAT (zuerst via Schwestergesellschaft Spancar) und 1992 für Skoda (zuerst via Amoda - Spancar und Amoda wurden 1995 in die AMAG fusioniert). Im Mai 2008 stellte AMAG den Import von Porsche-Fahrzeugen ein, da die Tochtergesellschaft Porsche Schweiz AG diesen für sich beanspruchte. AMAG bleibt jedoch weiterhin wichtigster Handelspartner der Marke und ist mit 6 Verkaufs- und Service-Standorten laut Eigenangaben die grösste Porschehandelsorganisation in der Schweiz und der viertgrösste Porsche-Händler der Welt.
Zu der im Jahr 2017 gegründeten AMAG Group AG gehören die AMAG Import AG, die AMAG Automobil und Motoren AG mit über 80 eigenen Garagenbetrieben und einem Bentley Stützpunkt in Cham, die AMAG First AG, die AMAG Leasing AG (Leasinggeschäft), die AMAG Services AG (Autovermietung Europcar, Valetparking an Schweizer Flughäfen und Chaffeurdienstleistungen) sowie die AMAG Parking AG (Parkhausbewirtschaftung). Seit 2018 ist die AMAG Mitinhaberin und seit 2025 Mehrheitsinhaberin von autoSense, der Lösung für digitale Vernetzung von Fahrzeugen und Ladelösungen, und seit 2019 bietet sie mit Clyde ein Auto-Abomodell an. Mittlerweile fokussiert sich Clyde auf Abos von E-Fahrzeugen. Hier beinhaltet der Abopreis als absolutes Novum auch die Kosten für den Ladestrom zuhause und unterwegs. Zudem ist sie Partnerin bei der Swiss Startup Factory. Seit Januar 2021 übernimmt die mobilog AG die logistischen Aufgaben der AMAG. AMAG gehört zu den Gründungsmitgliedern des im Dezember 2021 auf Initiative der Mobilitätsakademie gegründeten Branchenverbands Swiss Alliance for Collaborative Mobility (kurz CHACOMO).
2022 übernahm die AMAG Gruppe das Energiedienstleistungsunternehmen Helion und gründete die Helion Energy AG, seit 2023 hält sie eine Beteiligung an der dänischen Holo A/S, einem Betreiber und Operator von autonomen Fahrzeugflotten.
Die Neuzulassungen nach den wichtigsten Marken der AMAG und ihren Schweizer Marktanteilen beliefen sich im Jahr 2024 wie folgt: VW (10,0  Prozent), Škoda (8,8  Prozent), Audi (7,7  Prozent) und Seat/Cupra (4,1  Prozent).
Eva Maria Bucher-Haefner, die Tochter des 2012 verstorbenen AMAG-Gründers Walter Haefner verkaufte ihre 50-Prozent-Beteiligung im Dezember 2018 an ihren Bruder und schied aus den Verwaltungsräten der AMAG-Gruppengesellschaften aus. Die AMAG Gruppe ist seither im Alleinbesitz von Martin Haefner. Der Gründungssitz am Zürcher Utoquai 49 ging hierbei an Eva Maria Bucher-Haefner; die Garage und das Verkaufslokal der AMAG im Parterre sind eingemietet.

## Logo
Das Firmenlogo symbolisierte bis 2013 einen Auto-Union-Rennwagen Typ A, der auf den Betrachter zufährt. In der Mitte der Fahrzeugkörper, links und rechts die Vorderräder mit Trommelbremsen und Achse. Im September 2013 änderte die AMAG ihren Marktauftritt und damit auch das Logo komplett. Nun verwendet das Unternehmen einen schlichten Schriftzug als Logo.

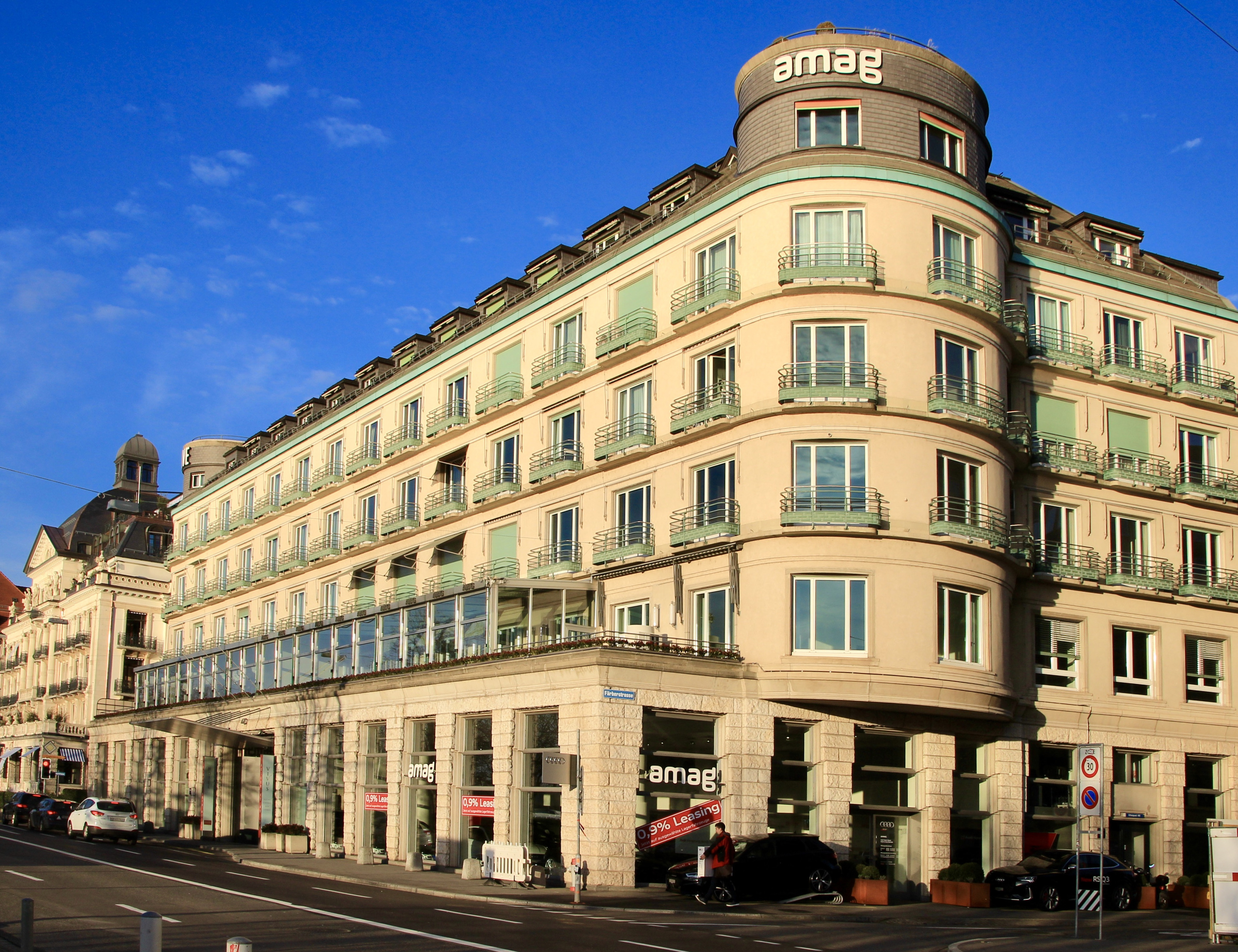
AMAG-Verkaufslokal am Utoquai, ehemaliger Hauptsitz
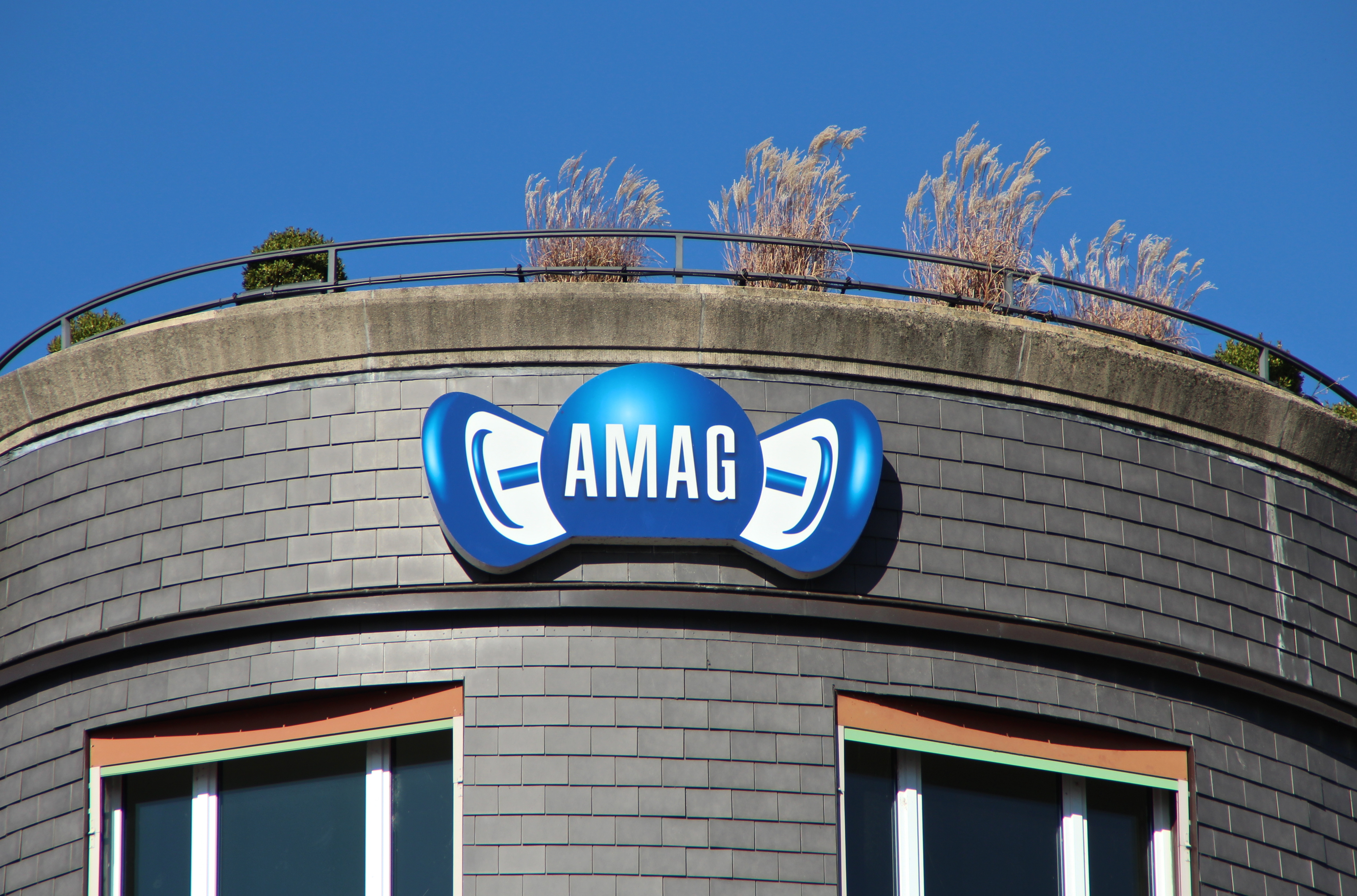
Altes Logo
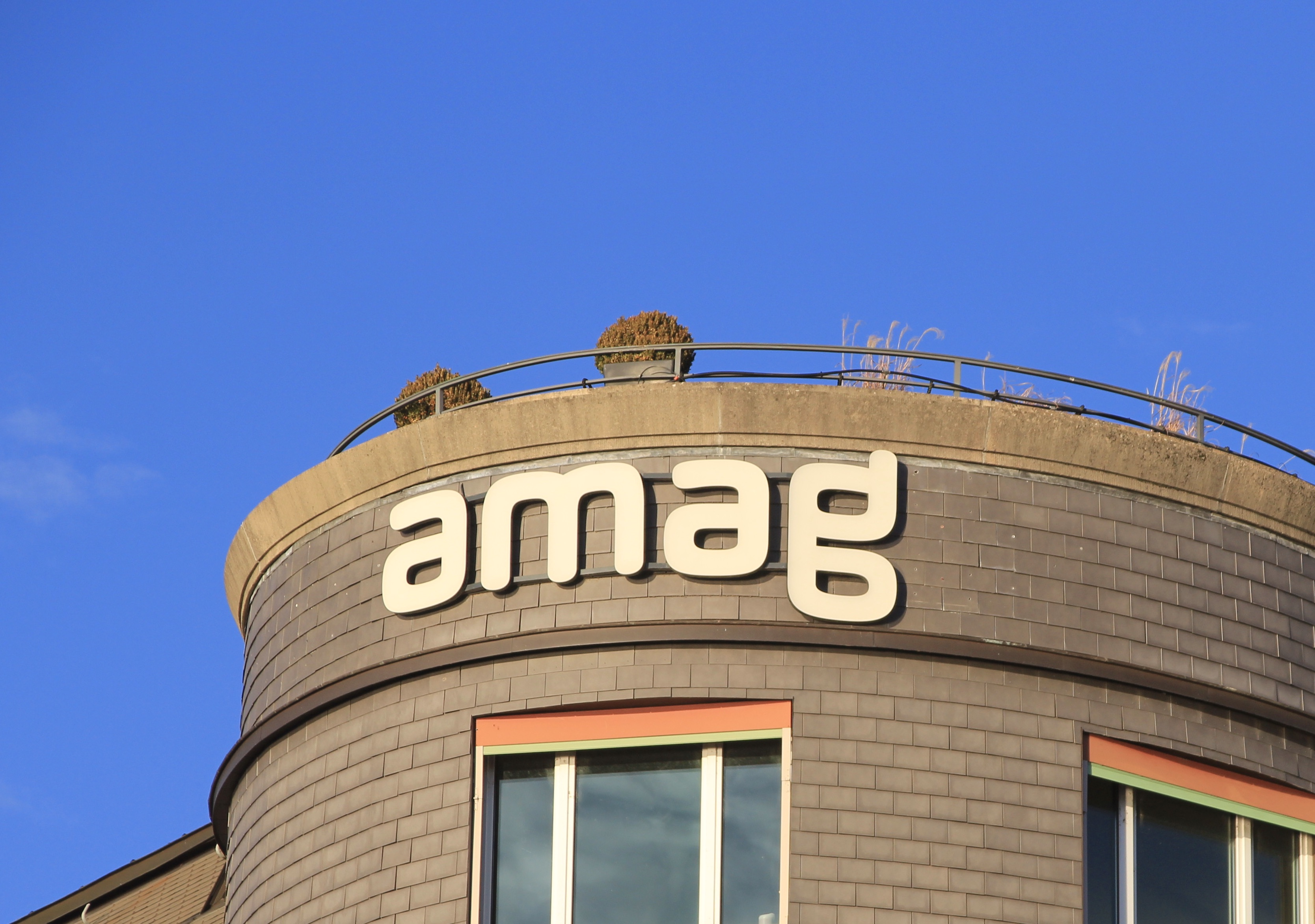
Neues Logo
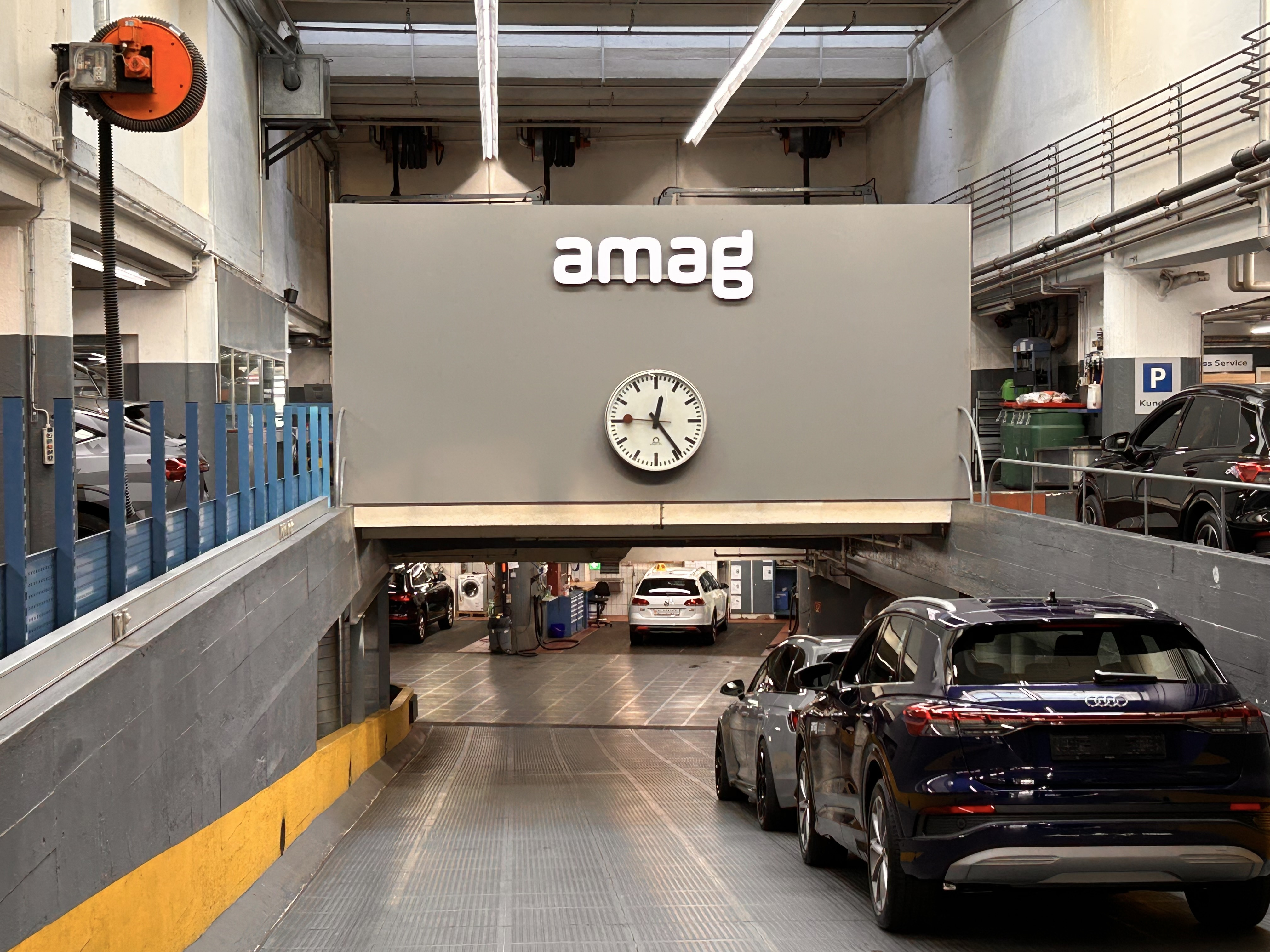
In der Amag Utoquai